# 페럴 인터랙티브
페럴 인터랙티브(영어: Feral Interactive)는 1996년 설립된 출판 회사로, 게임이나 기타 소프트웨어를 발행한다. 매킨토시용 게임을 발행하고 일렉트로닉 아츠, 에이도스 인터랙티브, 라이언헤드 스튜디오, 유비소프트와 관계가 있다. 주로 게임을 매킨토시로 이식해 발매한다.
최근 작업한 게임으로는 더 무비, 임페리얼 글로리, 툼레이더: 애니버서리, 페이블: 로스트 챕터가 있다. 매킨토시용 더 무비는 영국 아카데미상에서 '베스트 시뮬레이션 장르 게임'상을 수상했다.

## 게임
- 바이오쇼크
- 더 무비
- 임페리얼 글로리
- 툼레이더: 애니버서리
- 시드 마이어의 해적
- XIII
- 맥스 페인